# ビル・ブラッドリー
ウィリアム・ウォーレン・ブラッドリー (William Warren Bradley, 1943年7月28日 - ) は、アメリカ合衆国の元プロバスケットボール選手、ローズ奨学生、元アメリカ合衆国上院議員及び元アメリカ合衆国大統領候補。

## 若年期
ボーイスカウトだったブラッドリーはアメリカンボーイスカウト最高位のイーグルスカウトの称号を獲得している。 バスケットボールで成功を修めた理由として、左右の視野が常人より広かった事が挙げられる。通常人間は前方180度の視野を持つが、ブラッドリーの視野は前方192度にも及んだと判明している。 また、上下の視野も通常の47度を大きく上回る72度に記録されている。 利き手は左手。高校時代は下校後に3時間半、週末にはその倍の時間をバスケットボールの練習に割き、夏休みにも毎日3時間練習するという過酷なスケジュールでその技術を磨き続けた。 靴に鉛を入れ、下方向が見えない様に工夫を施した眼鏡をはめ、並べた椅子を相手チームに見立ててスラロームの様にその間をドリブルでかわすという異色のトレーニング方法も実践している。 本人曰くこれはボールを見ずにドリブルが出来るようになる為のトレーニングだったらしい。

## 大学時代
小学校4年生の頃からバスケットボールを始めていたブラッドリーは高校時代からチームのスター選手となり、高校通算3,086ポイントをマークした。高校時代、オールアメリカンチームには二度選抜されている。学業面でも優秀な成績を残し、大学進学の際には多数の大学から奨学金のオファーを受けた。一度はデューク大学への進学を決めていたものの、アイビー・リーグの定義としてスポーツ奨学金が発生しないにもかかわらずプリンストン大学への進学を決意。大学リーグでも快進撃を続け、オールアメリカンチームに3度選ばれ、1965年には全米最優秀バスケットボール選手として表彰された。プリンストン大はブラッドリーがチームに参加した全シーズンにアイビー・リーグ杯優勝を果たしている。大学2年目のシーズンでの1試合平均は27.3ポイント12.2リバウンド、さらにフリースロー成功率89.3%を誇った。1964年の強豪ミシガン大学との1戦では80-78と敗戦したものの、自ら41ポイントを挙げる大奮闘を見せた（ブラッドリーは75-63のリードを保った状態でファウルアウトで退場となった）。1965年のNCAA男子バスケットボールトーナメントのウィチタ州立大学戦では当時の1試合最高記録となる51ポイントを挙げ大会最優秀選手に選ばれている。プリンストン大では通算2,503ポイント、1試合平均30.2ポイントという記録を残し、1965年には全米最高峰のアマチュアアスリートに送られるジェームスサリバン賞を受賞した（バスケットボール選手の受賞はこれが初）。
大学1年目にブラッドリーは57回連続でフリースローを成功させている。これはプロ選手を含む当時のどのバスケットボール選手をも凌ぐ記録として注目を集めた。翌年はリーグトップのリバウンド、フィールドゴール、フリースロー、合計ポイント数をマークし、聖ジョゼフ大学戦では当時のNCAAトーナメント記録となる1試合40ポイントをマークし、ファウルアウトで退場となった際は喝采を浴びた。
大学3年目のハーバード大学戦では51ポイントをマーク。このポイント数は途中交代を言い渡された時点での相手チーム全体の得点を上回っていた。その年の1試合平均33.1ポイントの記録はアイビー・リーグ記録である。
大学4年目にはキャプテンに選ばれ、プリンストン大バスケットボール史上ベストのランキングへとチームを導いた。NCAAトーナメントではUCLAとミシガン大学に次ぐ3位で終わった。3位決定戦のウィチタ州立大学戦では自ら58ポイントを決め、118-82で圧勝。この記録を上回ったのは1試合61ポイントを記録した当時ノートルダム大学でプレイし、後にバスケットボール殿堂入りを果たすオースティン・カーのみである。
プリンストン大学から卒業したブラッドリーはオックスフォード大学でローズ奨学生となった。アメリカ合衆国代表チームにも選ばれ、代表チームのキャプテンとして1964年東京オリンピックで金メダルを獲得している。

## プロ時代
オックスフォード大学での課程を終えたブラッドリーはイタリアのプロチーム、オリンピア・ミラノで1965-1966年の1シーズンをプレイし欧州チャンピオンズカップ（現在のユーロリーグ）優勝を果たしている。帰国後はNBAのニューヨーク・ニックスに入団。NBAでの初シーズンこそ振るわなかったものの、2年目に慣れないポイントガードから従来のフォワードへのポジションへのコンバートを受け、本来の実力を発揮し始める。1969-1970年のシーズンのニックスの初のNBA優勝に貢献し、二年後も再び優勝を果たした。二度目の優勝時の1972-1973年シーズンにはプロでの自己最高成績を残し、生涯唯一となるNBAオールスターゲーム出場も果たした。これでオリンピック金メダル、欧州チャンピオンズカップ優勝、NBA優勝の全てを果たしたバスケットボール史上唯一の選手となった。後にマヌ・ジノビリもこれを達成している（ジノビリの場合は欧州チャンピオンズカップではなくユーロリーグ優勝）。1977年に現役引退したブラッドリーは資格獲得1年目でバスケットボール殿堂入りし、1984年にニックスはブラッドリーの背番号24を永久欠番に認定した。
NBAでのブラッドリーは大学時代ほどの得点力を見せる事は無かった。10年間ニックスのスモールフォワードとしてプレイしたブラッドリーはプロ通算9,217ポイント、1試合平均12.4ポイントをマークした（シーズン別の自己ベストは1試合平均16.1ポイント）。
NBAの人気選手となったブラッドリーは現役時代からジャーナリスト、政府関係者、文学者、実業家、社会活動家など様々な分野の人物との対談を実現させている。ワシントンD.C.の官公庁にも勤め、民主党内での影響力を広めた。1976年には自伝「Life on the Run」も出版している。

## 政治活動
予てから政治界進出への意欲を見せていたブラッドリーは1978年のニュージャージー州アメリカ合衆国上院議員選挙への出馬を決意。5期目の再当選を目指していた共和党リベラル派のクリフォード・P・ケースが予備選挙で敗北したため、保守派のジェフリー・ベルが対峙する候補者となった。総選挙ではブラッドリーが55%の支持率を得て当選した。
上院議員としてブラッドリーは複雑な改革の提案者として知られる様になった。1986年の租税法改革の際には租税率を15%と28%の二枠のみに削減し、様々な種類の税金控除を削減するという提案を示した。左翼の活動方針の大半に賛同を表明していたものの、時には党の方針に反しロナルド・レーガン政権を支持することもあった（一例としてレーガン政権のコントラ軍への支援に賛同を表明している）。
ブラッドリーが手がけた主な政策として：チャイルドサポート改革、鉛による子供の健康問題への対策、勤労所得税額控除、選挙戦の財政改革、カリフォルニア州の水利権の見直し、赤字削減の為の政府予算改革などが挙げられる。予算改革ではレーガン政権の経費削減提案を指示しながらも、同政権の減税提案には反対するという姿勢を見せた。この政策に同じようなスタンスを見せたのはブラッドリーを含む3人の上院議員だけだった。
ニックス時代での活躍からニュージャージー州で根強い人気を誇っていたブラッドリーは1984年の上院議員選挙には64%の票を集め再当選を果たした。1988年には民主党の大統領候補としても名前が挙がり、予備選挙の調査でも好感触を得たものの結局出馬せずに終わった。1990年には州の所得税率上昇に関する論争で明確な方針を示さなかった為、一時無名だったライバルのクリスティーン・トッド・ウィットマンに勢いを与える結果となってしまった。その後僅差で再当選を果たしたものの、1996年にはその期を最後に再当選を目指さない事を表明した。

## 米大統領候補
2000年には米大統領選挙の予備選挙に出馬。現職副大統領のアル・ゴアと民主党大統領候補の座を競った。ゴアに替わるリベラル派としての方針を打ち立てたブラッドリーは医療保険、銃社会問題、選挙戦の財政改革など様々な面でゴアより左翼に位置する意見を述べた。税金問題に関しては、税率を削減しつつ税制上の様々な抜け穴を撤廃した1986年の租税改革法への自らの関与を自賛し、低税率かつ抜け穴のない租税法への支持を表明した。ただし、自らの医療保険制度改革の経費の為に税率を上昇させる可能性があることは否定しなかった。
1999年には「ゴアに勝ち得る人物」として10月4日号のTIME誌の表紙を飾っている。
公共教育に関しては以前の教育バウチャーへの支持を逆転させ、各州に補助金という形で10億ドルを準備する別の法案を提示した。また、教師を目指す学生に大学の奨学金を与える事で毎年6万人の教員を生み出すことを約束した。
貧困も自らの政策の重要な問題とし、上院議員時代にも反対を示した「en:Personal Responsibility and Work Opportunity Act」（福祉改革法）がさらなる貧困を生んだと批判。大統領としてこの法を廃止することを約束した。他にも最低賃金、勤労所得税額控除、チャイルドサポート、低年齢出産などの問題への取り組みも約束。ヘッドスタート参加の子供を40万人増やし、フードスタンプの有用性を高めることも約束した。
民主党大統領候補にはアル・ゴアが有力視されていたものの、ブラッドリーも様々な著名人から支持を受けた。数々の上院議員、州知事、下院議員を始め、元ニューヨーク市長エド・コッチ、元連邦準備制度理事会議長ポール・ボルカー、ウォーターゲート事件元特別検察官アーチボルド・コックス、映画監督スパイク・リー、元プロバスケットボール選手マイケル・ジョーダンやフィル・ジャクソンからも支持の声が挙がった。
多数の著名人から支持を受け、資金調達面でも成功を収めた為、ブラッドリーの選挙運動は当初有望視されていた。しかし、共和党大統領候補の座を狙うジョン・マケインに完全に注目を奪われる形となり、序盤の予備選挙では総じて敗退。資金の多くを費やしたアイオワ州でもゴアに倍近い差をつけられ、ニューハンプシャー州では53-47%で同じく敗退。スーパー・チューズデーにはゴアに大きく差をつけられ、敗北を喫した。

## 近況
選挙戦での敗北後、ブラッドリーは政治活動から身を引き、主に企業コンサルタントや投資家として働いている。マッキンゼー・アンド・カンパニーの会社外チーフアドバイザー、イギリスの法人捜査事務所ハクルート・アンド・カンパニーのアドバイザーも勤める。2003年にはオックスフォード大学から名誉博士号を授与された。また、元シアトル・スーパーソニックスオーナーでスターバックス社の最高経営責任者ハワード・シュルツの誘いで同社の取締役会の一員にもなった。
二度目の大統領選挙出馬も考察されたものの、2004年の選挙には関与せず、政治界へ復帰する意欲は見せていない。2002年には以前自分が保持していた上院議員の席への再立候補を促す民主党からのオファーを断っている。
2004年1月には元ライバルのアル・ゴアと共に民主党予備選挙でのハワード・ディーンへの支持を表明。選挙後はディーンの民主党全国委員長への選出を手助けしている。2007年3月27日には著書「The New American Story」を出版。
2008年1月には民主党予備選挙でのバラク・オバマへの支持を表明。オバマ選挙陣営の一員として多数のテレビ番組にも出演。オバマ政権のCIA長官候補としても名前があがった。
現在はニュージャージー州に住み、妻とは結婚33年間の末2007年に離婚している。2人の子供（内一人は妻の前夫との子供）と4人の孫がいる。
ニックス時代チームメイトだったNBAコーチのフィル・ジャクソンとは親しく、2000年の大統領立候補の際にはブラッドリー選挙陣営のバッジを着用したジャクソンの姿が見られている。2007年のバスケットボール殿堂入りセレモニーでは新しく殿堂入りを果たしたジャクソンの祝福にブラッドリーも出席している。

## 著書
- The New American Story (Random House, 2007年) ISBN 978-1-40006-507-3
- The Journey from Here (Artisan, 2000年) ISBN 1-57965-165-8
- Values of the Game (Artisan, 1998年) ISBN 1-57965-116-X
- Time Present, Time Past: A Memoir (Diane Pub Co, 1996年) ISBN 0-7881-5778-7
- Life on the Run (Bantam Books, 1977年) ISBN 0-553-11055-1